# Timotej I.
Timotej I. (nebo Timotheos I., syrsky ܛܝܡܬܐܘܣ ܩܕܡܝܐ, Timátaos Kadmájá  nebo zkráceně Týmáte'ós ; 727 / 728 nebo kolem 740 Hazzá – 9. leden 823, Bagdád) byl nestoriánský biskup a spisovatel, patriarcha (katolikos) Církve Východu v období od 1. května 780 do 9. ledna 823. Byl jedním z nejplodnějších spisovatelů své doby. Bývá považován za nejschopnějšího nestoriánského patriarchu.

## Život
Timotej se narodil do bohaté křesťanské rodiny někdy v letech 727/728 ve městě Hazzá nedaleko dnešního Arbílu. Studoval v Marze a Bášúši u významného křesťanského aristotelovského učence Abrahama bar Dašandáda. Kromě toho u něj možná studoval i v Mosulu (resp. v nedalekém klášteře Már Gabriel). Ve studiu ho podporoval jeho strýc Gewargís, biskup v Bét Begáši. Studium sestávalo jak z náboženských disciplín, tak ze světských věd. Dokonale ovládal řečtinu, syrštinu i arabštinu, a zřejmě se vyznal i v perštině. Po studiích se stal mnichem a později, někdy v letech 769/770, nahradil svého strýce na pozici biskupa v Bét Begáši.
Poté, co byl v roce 779 otráven předchozí patriarcha 'Enaníšó' II., byla svolána synoda nestoriánských duchovních, která měla zvolit nového patriarchu. Svého největšího oponenta, starého ninivského biskupa Íšó'jaba Timotej přesvědčil, že pro jeho vysoký věk není vhodným kandidátem, a přislíbil mu post metropolity. Koncem roku byl po mnoha jednáních synodem zvolen patriarchou, ale vysvěcení se neuskutečnilo ihned. Svůj post měl dostat i díky příslibu úplatků. Po zvolení však odmítl slíbené peníze vyplatit, což vedlo k tomu, že se proti němu postavila část vysokého kléru, která ho odmítla vysvětit. Mezi nimi například metropolité Efrém z Elamy či Júsuf z Mervy. Smíru se podařilo dosáhnout postupně až o rok později poté, co se oponentů zbavil nebo s nimi díky zásahu kalifových mediátorů uzavřel smír. Konsekrován tak byl až 7. května 780. Přesto rozpory v církvi trvaly ještě další dva roky.
Navzdory nepříznivému počátku Timotejova patriarchátu bylo jeho další působení pro nestoriánskou církev velmi významné a prospěšné. Přestěhoval sídlo patriarchů z upadající Seleukie-Ktésifónu do Bagdádu, sídla abbásovských chalífů. Na patriarchálním stolci si počínal velmi schopně. Velké přízni se těšil u muslimských chalífů al-Mahdího a Haruna ar-Rašída, kteří mu povolili konat misie na území inoverské Indie, do Turkestánu, Číny, Jemenu a v okolí Kaspického moře. Díky jejich souhlasu a finanční podpoře také mohl obnovit a vystavět několik kostelů. Celkově ve funkci zažil pět chalífů. Podporoval vzdělávání nestoriánského duchovenstva i laiků, čímž chtěl zabránit apostázi k islámu a monofyzitismu. Podporoval také překladatelskou činnost. Významně přispěl k organizaci nestoriánské církve. Založil šest metropolitních regionů, z nichž některé existují dodnes. Na synodech v letech 791/791 a 804 trval na zachování čistoty nestoriánské nauky. Zemřel 9. ledna 823 v Bagdádu. Pohřben byl v bagdádském klášteře Klílíšó.

## Dílo
Timotej patřil k nejplodnějším autorům své doby. Jeho příspěvek na poli nestoriánských biblických studií a hermeneutiky byl obrovský. Všechna svá díla psal v syrštině. Věnoval se zejména církevní tematice. Psal církevní kánony, vytvořil sbírku koncilových kánonů synodikon. Pravidelně tvořil homilie a psal také komentáře ke starším textům, mimo jiné komentář k dílu Řehoře Naziánského. Napsal také kolem 200 dopisů, z nichž se přibližně 59 dochovalo.  Datovány jsou do období mezi lety 780 až 804. Poskytují významné údaje o životě tehdejšího křesťanského společenství v muslimské říši. Minimálně 39 z nich vyšlo v latinském překladu, některé i v překladu anglickém či francouzském. Byl také autorem dlouhé obrany křesťanské víry, kterou přednesl před chalífem al-Mahdím. Zachovala se v syrštině a arabštině. Jeho díla dokazují jeho zájem o oblast aristotelovské filozofie. Přeložil Aristotelovo dílo Topiky a podporoval překladatelskou činnost dalších autorů. Napsal také pojednání o astronomii. O něm se nic konkrétního neví, je však možné, že obsahovalo kritiku muslimské astrologie.
V teologii Timotej patřil spíše k umírněným nestoriánům. Používal christologické formulace, které byly rigidními nestoriány odmítány. Potvrdil (téměř jakoby byl monotheletou) jednotu působení v Kristu (synergismus). Za cíl vtělení považoval všeobecnou obnovu lidstva. Lidské bytí vnímal podle aristotelovské filozofie. Duše zesnulého podle jeho učení žije v jakémsi režimu hibernace až do dne soudu. Pro spasení považoval za nevyhnutelnost Boží milost. Pro platnost svátostí vyžadoval ortodoxnost vysluhujícího kněze. Církev je podle něj vystavěna na principu pentarchie, ve které má prvenství nestoriánský patriarcha. Svůj primát odůvodňoval tím, že Kristus jako potomek Abraháma pocházel z Chaldeje.